# Арма (язык)
Арма, или кену (Arma, Cenu, Zenu) — мёртвый индейский язык, который принадлежит к чокоанской языковой семье, на котором раньше говорил народ с одноимённым названием, проживающий на территории Колумбии. Кену может быть одинаковым языком как арма в справочнике Ethnologue или, возможно, являлся языком каука[стиль]. Народ говорил либо на кену, либо на каука (оба вымерли).